# Википедија на латинском језику
Википедија на латинском језику (лат. Vicipaedia Latina) је верзија Википедије на латинском језику, слободне енциклопедије, која данас има 140.232 чланака и заузима на листи Википедија 51. место.
Смтара се највећом међу Википедијама на мртвим језицима